# Кампания на северо-восточном побережье (1677)
Кампания на северо-восточном побережье (англ. Northeast Coast campaign) — вооружённый конфликт между племенами абенаков и английскими колонистами, происходивший на территории современного американского штата Мэн в 1677 году. Конфликт был северным театром Войны Короля Филипа и первой войной между абенаками и англичанами. 
Власти Конфедерации Новой Англии добились мало успеха на севере региона за два года конфликта с абенаками и их действия были малоэффективны на северном театре Войны Короля Филипа частично из-за того, что другие английские колонии и богатые спекулянты землёй продолжали оспаривать претензии пуританских руководителей. В феврале 1677 года во время переговоров между племенем пенобскот и колонистами, представитель Генерального совета Массачусетса на северо-востоке Ричард Уолдрон воспользовался обманом, чтобы разоружить и захватить в плен вождей индейцев, в результате этого, война продолжилась в виде мелкомасштабных рейдов на английские поселения. В течение всего лета абенаки нападали на города и гарнизоны колонистов и угнали около 20 лодок с побережья Мэна. Ответные рейды англичан находили лишь заброшенные деревни индейцев, поскольку их жители мгновенно отступали в непроходимые леса. Эти события заставили многих беженцев с юга отступить дальше на север и запад, и поселиться в Скатикоке и Сен-Франсуа.
Как и на юге Новой Англии, на севере для замирения потребовалось вмешательство мохоков и Эдмунда Андроса. В июне 1677 года губернатор Нью-Йорка возглавил экспедицию англичан, взявшую под контроль территорию современного округа Сагадахок и форт Пемакуид на побережье Мэна. Незадолго до этого, послы Массачусетса добились от мохоков обещания вступить в войну на стороне колоний. Американский историк Дэниел Манделл писал в 2010 году, что «возможно, в результате мохокской угрозы и успокающего присутствия Нью-Йорка», абенаки задумались о мире с колонистами. В августе 1677 года было заключено перемирие между индейцами и англичанами на севере Новой Англии, закреплённое договором в Каско в апреле следующего года.